# China Bowl Alliance
Die China Bowl Alliance (chn. 城市碗联盟) ist eine chinesische Amateurliga für American Football. Sie existiert seit 2015 und hat derzeit 25 Mitglieder.

## Geschichte
Gegründet wurde die Liga durch ehemalige Mannschaften der American Football League of China (AFLC), welche mit dem vergleichsweise beschränkten Spielplan und anderen Dingen nicht zufrieden waren. Zusätzlich wurden bislang unabhängige Mannschaften aufgenommen. Die erste Saison fand mit zwölf Mannschaften statt, die zweite mit bereits 20 und die Saison 2017 mit 25 Teams statt.

## Spielsystem
Die erste Saison fand noch im Platzierungsformat statt, wo die Meisten Siege gewertet wurden. Zur Saison 2016 wechselte die Liga zu einem Rankingsystem, ähnlich dem der Bowl Championship Series (BCS) der National Collegiate Athletic Association (NCAA). Zwei Drittel der Gewichtung stammt dabei von Menschen. Die beiden bestplatzierten Mannschaften spielen am Saisonende die Meisterschaft in einem Finalspiel aus.
Spiele werden sowohl zwischen Mannschaften der Liga, als auch zwischen einem Ligamitglied und einer externen Mannschaft gewertet. 2015 setzte die Liga 29 Spiele an, 2016 30 Spiele und 2017 45 Spiele.

## Meister
| Saison | Mannschaft       |
| ------ | ---------------- |
| 2015   | Beijing Cyclones |
| 2016   | Beijing Cyclones |
| 2017   |                  |